# 银联数据服务
银联数据服务有限公司（英語：China UnionPay Data Services Co.,LTD.，缩写CUP DATA）是中国银联旗下的一家发卡系统外包服务商。

## 历史
2003年1月成立，总部设在上海浦东新区顾唐路1899号。。2005年引入战略投资商—美国最大的第三方信用卡处理商TSYS。可以看作是中国银联和TSYS的合资公司。
公司主要从事发卡系统外包服务。